# Lina Krieger

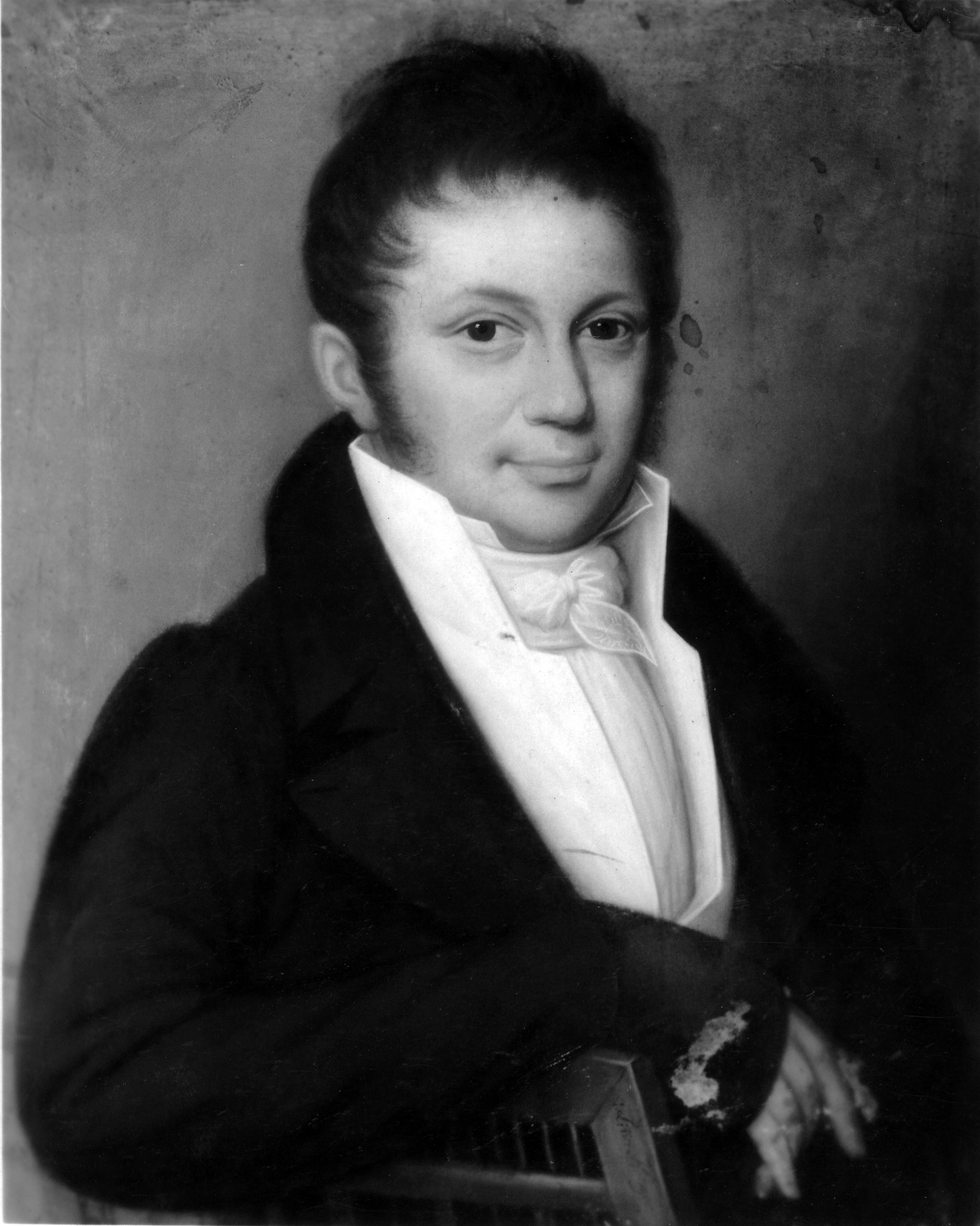
Lina Krieger, Portret Aleksandra Tomasza Mazaraki, 1817

Lina (Johanna Caroline Lina) Krieger (Krüger, Krueger) (ur. luty 1802 lub 1803 w Forst (Lausitz) nad Nysą Łużycką, zm. 7 lipca 1884 w Dreźnie) – niemiecka malarka pogranicza klasycyzmu i romantyzmu, czynna w Warszawie w okresie Królestwa Polskiego. 
Była córką malarza Friedricha Christiana Kriegera, absolwenta Akademii Sztuk Pięknych w Dreźnie. Jej brat Gustav Ferdinand Krieger także pracował jako malarz. 
Była uczennicą ojca, z którym w l. 1815–1817 przebywała w Warszawie, specjalizując się w pastelowych portretach. Razem prowadzili pracownię, m.in. w pałacu Potkańskich przy ul. Długiej. Z tego okresu pochodzi Portret Aleksandra Tomasza Mazaraki, świadczący o wysokim opanowaniu przez nią sztuki portretowej (w dość młodym wieku). Najpewniej to właśnie w Warszawie rozpoczęła praktykę jako zawodowa malarka. 
Po wyjeździe z Królestwa Polskiego, osiadła razem z rodziną w Dreźnie. Z czasem w pełni się usamodzielniła (ojciec zmarł w r. 1832), co było wówczas bardzo rzadkie wśród kobiet-artystek; jak się wydaje, nigdy nie wyszła za mąż. Prezentowała swoje prace na akademickich wystawach sztuk pięknych w Berlinie (1824, 1826, 1828, 1832), Dreźnie (1822–1853) oraz we Wrocławiu (1820, 1822). W tym najdłuższym, niemieckim okresie znana była głównie jako malarka portretów (olejnych i pastelowych) oraz pastelowych kopii dzieł dawnych mistrzów włoskich i niderlandzkich (pochodzących najczęściej ze zbiorów Galerii Drezdeńskiej).